# シャタニーカ
シャタニーカ（Śatanīka）は、インド神話『マハーバーラタ』の登場人物。
- インドの叙事詩『マハーバーラタ』の登場人物。パーンダヴァのナクラとドラウパディーとの間に生まれた子で、ナクラがシャタニーカという高名な聖仙にちなんで名づけたとされる。マツヤ国の王ヴィラータと兄弟。
- クルクシェートラの戦い（英語版）の際、パーンダヴァ側に味方したが、アシュヴァッターマンの夜襲によって殺された。